# Ези сюр Армансон
Ези сюр Армансон (на френски: Aisy-sur-Armançon) е село в централна Франция, част от департамента Йон на регион Бургундия-Франш Конте. Населението му е около 250 души (2015).
Разположено е на 252 метра надморска височина в Парижкия басейн, на 31 километра североизточно от Авалон и на 71 километра северозападно от Дижон. Селището е известно то 1126 година.

## Известни личности
Родени в Ези сюр Армансон
- Марсел Гриол (1898 – 1956), антрополог